# Freds- och konfliktkunskap
Freds- och konfliktforskningens grundläggande frågeställningar är att på vetenskaplig grund kritiskt kunna granska, bedöma och analysera väpnade konflikters uppkomst, utveckling och lösning. Bland kända fredsforskare i Sverige kan nämnas Håkan Wiberg och i Norge Johan Galtung.